# Lac Vaseux
Pour les articles homonymes, voir Vaseux.
Le lac Vaseux est un lac de Colombie-Britannique, au Canada, à 329 m d'altitude.